# Șăulia
Șăulia (in ungherese Mezősályi) è un comune della Romania di 2197 abitanti, ubicato nel distretto di Mureș, nella regione storica della Transilvania. 
Il comune è formato dall'unione di 4 villaggi: Leorința-Șăulia, Măcicășești, Pădurea, Șăulia.